# Nexus (ensemble de musique)
Pour les articles homonymes, voir Nexus.
Nexus parfois appelé Ensemble Nexus est un ensemble musical de percussions fondé en 1971 et spécialisé dans la musique contemporaine.

## Compositions
L'ensemble est composé de cinq instrumentistes : Robert Becker, Bill Cahn, Robin Engelman, Russell Hartenberger, Garry Kvistad.

## Histoire
L'ensemble participe à des créations dont celles de Toru Takemitsu qui a composé From Me Flows What You Call Time pour les membres de Nexus et qui fut donné en première mondiale au Carnegie Hall en 1990 sous la direction de Seiji Ozawa. Ellen Taaffe Zwilich leur a également dédié Rituals. Nexus interprète fréquemment les œuvres de Steve Reich, collabore avec le Kronos Quartet et le clarinettiste Richard Stoltzman. 

## Discographie
- Sextet - Six Marimbas de Steve Reich par l'ensemble Steve Reich and Musicians et l'Ensemble Nexus, Nonesuch Records, 1986.
- From me flows what you call Time de Toru Takemitsu chez Sony Records.